# Sorry to Bother You: The Soundtrack
Der Soundtrack zum Film Sorry to Bother You wurde von Boots Riley zusammengestellt. Weitere Beteiligte waren unter anderem seine Band The Coup, die Band Tune-Yards und Merrill Garbus. Zudem werden einige Songs von den Schauspielern des Films gesungen.

## Entstehung

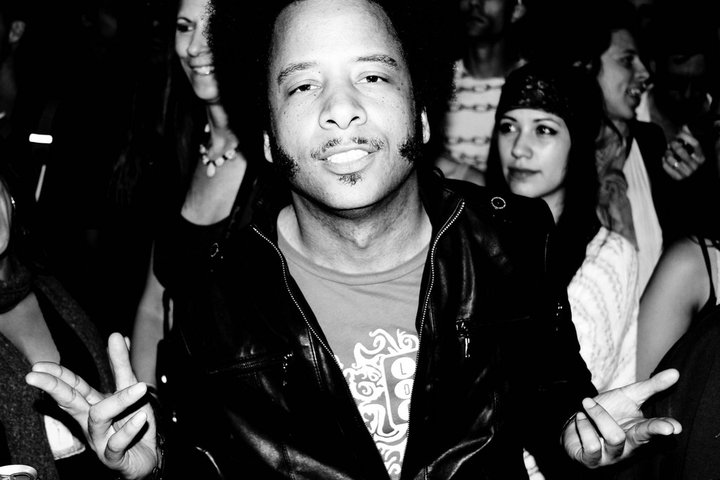
Regie bei Sorry to Bother You führte Boots Riley

Während die eigentliche Filmmusik für Sorry to Bother You von Tune-Yards stammt, steuerte Boots Rileys Band The Coup den Soundtrack für den Film bei. Dieser führte bei dem Film auch Regie. Im Interview mit Max Cea vom Billboard-Magazine sagte er, es gebe im Film zwei musikalische Welten. Eine sei die Musik, die Tune-Yards beisteuerte, die er die „musikalische Stimme des Films“ nennt und das kommentiert, was im Film passiert. Und dann sei da noch der Soundtrack, der von The Coup stammt und all das zum Ausdruck bringe, was in der im Film gezeigten Welt geschieht. Diese Musik sei auch die, die die Figuren im Film in ihrer Welt hören können, die Filmmusik hingegen nicht. Riley hatte ab Anfang 2015 mit Merrill Garbus, der Sängerin der Tune-Yards, zusammengearbeitet. Von der Musik stand einiges bereits zur Zeit der Dreharbeiten zur Verfügung. Ursprünglich hatte Riley geplant, die Musik für sein 2012 erschienenes Album Sorry to Bother You für den Film zu nehmen, da er das Drehbuch für den gleichnamigen Film bereits ebenfalls geschrieben hatte, nach Abschluss der Dreharbeiten habe er jedoch gefunden, dass die Ästhetik dieser Musik nicht zu dem Film passte, den er gemacht hatte. Also produzierten sie in der Nachbearbeitungsphase einen ganz neuen Soundtrack.
Der Soundtrack enthält auch Songs von Janelle Monáe, Killer Mike, E-40 und anderen Künstlern.

## Veröffentlichung
Der Soundtrack zum Film wurde am 27. Juli 2018 von Interscope Records als Download veröffentlicht. Im Juli 2018 veröffentlichte Rileys Band vorab einen ersten Song des Soundtracks mit dem Titel Oyahytt, in dem Hauptdarsteller Lakeith Stanfield in der zweiten Hälfte zu hören ist. Insgesamt enthält der Soundtrack neun Musikstücke.

## Titelliste
1. Oyahytt (feat. Lakeith Stanfield) (4:13)
2. Hey Saturday Night (feat. Tune-Yards) (4:14)
3. Anitra’s Basement Tapes (feat. Tune-Yards & Jolie Holland) (5:49)
4. Whathegirlmuthafuckinwannadoo (feat. Janelle Monáe) (3:42)
5. Monsoon (feat. Killer Mike) (3:57)
6. Level It Up (3:55)
7. Over and Out/Sticky Sunrise (feat. Janelle Monáe) (3:20)
8. We Need an Eruption (2:49)
9. Crawl Out the Water (feat. E-40) (3:45)

## Auszeichnungen
Bei der Oscarverleihung 2019 befand sich Oyahytt aus dem Film in einer Shortlist in der Kategorie Bester Song.